# Telesforo Cattoni
Telesforo Cattoni (Tabellano, 1º luglio 1841 – Gazoldo degli Ippoliti, 14 ottobre 1861) è stato un patriota e avvocato italiano, partecipò alla Spedizione dei Mille di Garibaldi.

## Biografia
Era studente in Giurisprudenza all'Università di Pavia quando partecipò alla Spedizione dei Mille ed aiutante del generale Stefano Turr. Al termine della campagna, si laureò a Pavia e si trasferì a Brescia dove svolse la professione di avvocato. Nel 1859 si arruolò nei Cacciatori delle Alpi che combatterono in Lombardia.